# Кэрролл, Самуэль
Самуэль Спринг Кэрролл (англ. Samuel Sprigg Carroll, 21 сентября 1832 — 28 января 1893) — американский кадровый военный, бригадный генерал федеральной армии в годы Гражданской войны в США. Прославился как командир «Гибралтарской бригады», участвовавший в обороне Кладбищенского хребта под Геттисбергом и в отражении «атаки Пикетта».

## Ранние годы
Самуэль Кэрролл родился в Такома-Парке в Мэриленде. Он был потомком Чарльза Кэрролла, который некогда подписывал Декларацию Независимости США. В детстве он обучался в провинциальных школах, а в 1852 году поступил в военную академию Вест-Пойнт. Он окончил её 44-м по успеваемости в классе 1856 года и был определён в пехоту во временном звании второго лейтенанта. 1 октября 1856 года получил постоянное звание второго лейтенанта и был направлен в 10-й пехотный полк.
Кэрролл служил на западной границе, в форте Райджели в Миннесоте и участвовал в Ютской войне в 1857—1859 годах. С 5 января 1860 по 11 ноября 1861 года служил квартирмейстером Вест-Пойнта. 25 апреля 1861 года получил звание первого лейтенанта.

## Гражданская война
Через несколько месяцев после начала войны, 1 ноября 1861 года, Кэрролл стал капитаном в 10-м пехотном полку, и с 7 декабря 1861 по 23 мая 1862 года служил в западной Вирджинии. 15 декабря 1861 года он стал полковником 8-го Огайского добровольческого пехотного полка, который в январе 1962 года входил в состав бригады Кимбэлла в составе дивизии Лендера.
Весной 1862 года, во время кампании в долина Шенандоа, Кэрролл командовал бригадой в дивизии Джеймса Шилдса. Бригада состояла из трёх полков:
- 5-й Огайский пехотный полк, полк. Самуэль Даннинг
- 66-й Огайский пехотный полк, полк. Чарльз Кэнди
- 84-й Пенсильванский пехотный полк, майор Вальтер Барретт

Он руководил авангардом федеральной армии во время наступления, которое привело к сражению при Кросс-Кейс. Летом он участвовал в сражении у Кедровой горы, а затем был тяжело ранен в грудь во время перестрелок на реке Рапидан 15 августа. Из-за ранения он выбыл из строя до сентября. После возвращения в армию он был направлен в III корпус, который в сентябре и октябре стоял в Вашингтоне и не участвовал в Мерилендской кампании. В декабре Кэролл командовал бригадой в дивизии Эмиэля Уиппла:
- 12-й Нью-Гемпширский, пехотный полк. Джозеф Поттер
- 163-й Нью-Йоркский пехотный полк, майор Джеймс Бирн
- 84-й Пенсильванский, пехотный полк. Самуэль Боуман
- 110-й Пенсильванский пехотный полк, лейтенант Джеймс Кроутер

Он командовал этой бригадой во время сражения при Фредериксберге. В этом сражении был ранен Натан Кимбэлл, командир «Гибралтарской бригады», и эту бригаду передали Кэрроллу. Весной, перед сражением при Чанселорсвилле, его бригада была 3-й бригадой дивизии Френча и состояла из шести полков:
- 14-й Индианский пехотный полк: полковник Джон Кунс
- 24-й Нью-Джерсийский пехотный полк: полковник Уильям Робертсон
- 28-й Нью-Джерсийский пехотный полк: подполковник Джон Уайлдрик
- 4-й Огайский пехотный полк: подполковник Леонард Карпентер
- 8-й Огайский: подполковник Франклин Соуер
- 7-й западновирджинский: полковник Джозеф Снайдер